# Аль-Хушани
Мухаммед (Мухаммад) ибн Харис аль-Хушани (начало X века — 971 или 981) — видный арабо-испанский историк, правовед и литератор X века.
Выходец из Туниса, жил в Кордовском халифате.
Автор биографической работы о кадиях (судьях), законоведах и учёных как омейядской Испании, так и Северной Африки. В X веке составлялись сборники о лицах разных профессий и создавались труды по каждой из указанных категорий лиц, среди них «Книга о судьях» аль-Хушани.
Сохранились два сочинения аль-Хушани — «Книга о кадиях» («Книга о судьях» или «Китаб аль-кудат», о верховных судьях Кордовы со времени арабского завоевания до 969 года) и «Книга разрядов учёных Африки» («Китаб табакат уляма Ифрикийа», о юристах Кайруана IX—X веков).. Обе работы повествуют о различных сторонах духовной жизни мусульманского Магриба того времени и содержат важные подробности бытового характера.
Время создания «Книги о судьях» — последние годы правления омейядского халифа Испании Абд ар-Рахмана III (912—961). Эта уникальная история судейства, изложенная в виде биографий тех, кто исполнял должность кади, важна как памятник исламской идеологии определенной эпохи (VIII—X веков) в пределах определенного региона и как источник ценнейшей информации.
Сведения, изложенные в его книгах, использовали более поздние арабские авторы и историки Аль-Андалусии, в частности, Ибн Хайян аль-Куртуби.
В 1992 «Книга о судьях» (Китаб ал-кудат) Аль-Хушани в переводе с арабского вышла в СССР в серии Памятники письменности Востока.